# Birgu
Birgu (officiële naam Il-Birgu; ook wel Vittoriosa of Città Vittoriosa genoemd) is een kleine versterkte stad en gemeente die een belangrijke rol speelde in het Beleg van Malta in 1565. Birgu vormt samen met Cospicua en Senglea de zogenaamde Drie Steden en heeft 2.691 inwoners (november 2005).
De stad ontstond tussen 1530 en 1535 aan de rand van de Maltese Grand Harbour rondom Fort St. Angelo en vormde samen met de andere twee van de Drie Steden een belangrijke functie als havenstad. Toen de Ridders van Sint Jan van Jeruzalem in 1530 arriveerden, maakten ze Birgu de hoofdstad van Malta omdat de oorspronkelijke hoofdstad Mdina in het binnenland lag en niet voldeed aan hun verwachtingen.
Na het Beleg van Malta kwamen versterkingen naar Malta. Grootmeester Jean Parisot de la Valette bouwde een nieuwe gefortificeerde stad aan de overkant van de haven, van waaruit de Ottomanen Birgu hadden gebombardeerd. Deze nieuwe hoofdstad stad werd naar hem vernoemd: Valletta. Na het Beleg gaven de ridders de naam Città Vittoriosa aan Birgu (Italiaans voor "stad van de overwinning").
In 1798 werd Malta ingenomen door Napoleon. De Britten hielpen de Maltezers bij het verdrijven van Napoleon en bleven vanaf dat moment in Malta, waarbij zij van Birgu hun basis maakten voor al hun operaties in het Middellandse Zeegebied. Hier bleven ze aanwezig tot 1979.
De kerk van Birgu is gewijd aan St. Laurentius, wiens feestdag wordt gevierd op 10 augustus. Een andere kerk, die wordt beheerd door Dominicanen, is gewijd aan Maria. Deze kerk staat bekend als de "Kerk van St. Dominicus". Ter ere van deze heilige wordt op de laatste zondag van augustus een festa georganiseerd.
Birgu is bekend om de grote Processie op Goede Vrijdag en Paaszondag wanneer met het beeld van de herrezen Christus door het centrum van het stadje wordt gelopen. In oktober wordt traditioneel het Birgu Fest georganiseerd waarbij de stad enkel met kaarslicht verlicht wordt, hetgeen tienduizenden belangstellenden lokt.
Birgu is zich toeristisch aan het ontwikkelen. Zo werden een jachthaven en enkele musea geopend.